# Bangko Jaya
Bangko Jaya is een bestuurslaag in het regentschap Rokan Hilir van de provincie Riau, Indonesië. Bangko Jaya telt 5098 inwoners (volkstelling 2010).